# Langen Jarchow
Langen Jarchow è una frazione del comune tedesco di Kloster Tempzin.

## Storia
Il 1º gennaio 2016 il comune di Langen Jarchow venne fuso con il comune di Zahrensdorf, formando il nuovo comune di Kloster Tempzin.